# Yeniköy (Sarıyer)
Yeniköy (in greco Neohorion (Νεοχώριον), Neohori (Νεοχώρι) o Nihori (Νηχώρι)) è una mahalle situata sul lato europeo del Bosforo, tra İstinye e Tarabya, nel distretto di Sarıyer, a Istanbul. All'epoca della conquista di Costantinopoli da parte degli Ottomani Yeniköy era un insediamento fatiscente, ma fu ricostruito da questi ultimi nel XVI secolo.

## Storia
Nel periodo bizantino Yeniköy era  chiamata “komarodes” perché vi si coltivavano molte fragole. 
Dopo la conquista di Costantinopoli, le prime persone che giunsero qui furono le famiglie valacche della regione di Geni, in Romania, e successivamente i greci. Per questo motivo, il luogo chiamato Geniköy fu chiamato Yeniköy per ordine di Solimano il magnifico. Anche i greci chiamarono il villaggio Neohorion, che significa Yeniköy in greco. Un secolo dopo i Valacchi, giunse dal Mar Nero orientale un gran numero di marinai e mercanti. Nel XVIII-XIX secolo il villaggio si riempì di palazzi di famosi banchieri, levantini e ricchi non musulmani.
Fino al XVIII secolo, Yeniköy era una città commerciale marittima a maggioranza greca con una minoranza turca (principalmente immigrati dalla costa orientale del Mar Nero), armena ed ebraica. A partire dal XVIII secolo, molti ricchi non musulmani si costruirono degli yalı lungo la costa.
Fino al pogrom d'Istanbul del 1955, Yeniköy era un quartiere con una considerevole popolazione greca, oltre a comunità armene ed ebraiche. La chiesa armena di Surp Asdvadzadzin e la sinagoga di Yeniköy sopravvivono tuttora.
A Yeniköy visse il poeta greco Konstantinos Kavafis, nato ad Alessandria d'Egitto, che è ricordato da un monumento.

## Yeniköy oggi
L'odierno Yeniköy è un quartiere sul Bosforo abitato dall'élite e dai ricchi di Istanbul, con case antiche accanto a vari complessi residenziali sui pendii che scendono verso la costa e complessi residenziali di nuova costruzione più in alto. Köybaşı Caddesi (viale Köybaşı) attraversa il quartiere vicino alla costa del Bosforo. Oltre al villaggio storico, sono considerati all'interno dei confini di Yeniköy i vicini quartieri di Yalılar, Bağlar Mevkii, Kalender e alcune zone di Ferahevler. Anche il complesso di Tugay, dove abitava Vehbi Koç, è un insediamento indipendente dove vivono le celebrità.

## Monumenti e luoghi di interesse

### Edifici civili

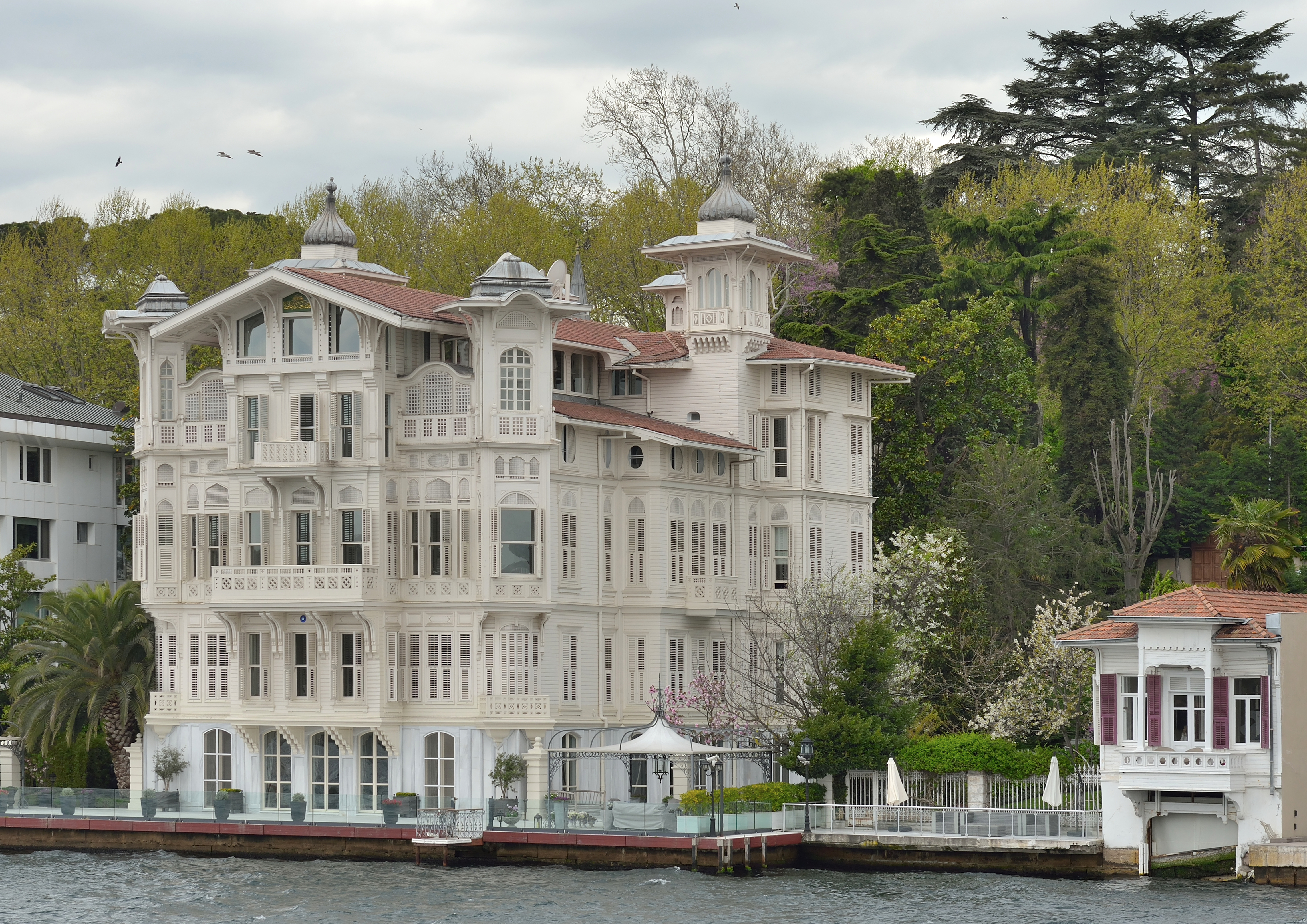
Lo Yalı di Ahmed Afif Pascià a Yeniköy fu progettato da Alexander Vallaury.

Il sobborgo ospita diversi yalı esclusivi che appartenevano a personaggi di spicco dell'epoca ottomana. Alexandre Vallaury progettò lo Yalı di Ahmed Afif Pascià, dove Agatha Christie soggiornò come ospite nel 1933 mentre scriveva Assassinio sull'Orient Express.

### Edifici religiosi
La piccola moschea di Osman Reis fu costruita da Alexandre Vallaury nel 1904 sul sito di una moschea del XVII secolo. 
Nel quartiere si trovano diverse chiese. La chiesa greco-ortodossa della Dormizione della Madre di Dio (Panayia Kumariotisa Rum Ortodoks Kilisesi, Koybaşı Cad. No. 108) fu costruita nel 1837 su richiesta del medico personale del sultano Mahmud II Stefanos Karatheodori (in greco Στέφανος Καραθεοδωρής?). Le sue tombe e quelle del figlio Alexander Karatheodori Pasha si trovano accanto al campanile di legno a ovest della chiesa.
Il cimitero di Yeniköy è un cimitero musulmano storico.

## Istruzione
Yeniköy è servita dalla Yeniköy İlkokulu e dalla  Yeniköy Mehmetçik İlköğretim Okulu come principali centri di istruzione primaria e media rispettivamente. La Tarabya British Schools ha il suo campus a Yeniköy.